# Крофт, Уильям (лингвист)
Уильям Крофт — американский лингвист, работающий в Великобритании. Член Ассоциации лингвистической типологии. Входит в редколлегию журнала «Linguistic Typology».

## Биография
Закончил Чикагский университет в 1978. В 1986 защитил в Стэнфорде под руководством Дж. Гринберга диссертацию на тему «Categories and relations in syntax: the clause-level organization of information» («Категории и отношения в синтаксисе: организация информации на уровне клаузы»).
С 1994 по настоящее время — профессор лингвистики Манчестерского университета в Великобритании.
Один из важнейших представителей функционально-типологического направления в современной лингвистике. Автор одного из наиболее популярных в 1990-е введений в лингвистическую типологию (Croft 1990), переизданного в 2003. Создатель и апологет радикальной грамматики конструкций (Radical Construction Grammar, Croft 2001). Основные научные интересы лежат в сфере синтаксических категорий (прежде всего — частей речи) и конструкций, их определяющих, глагольной семантики и аргументной структуры, эволюционного подхода к объяснению диахронических изменений языка.

## Избранные труды
- Cognitive Linguistics (Cambridge Textbooks in Linguistics). Cambridge University Press, 2004. (в соавторстве с Д. Э. Круз). ISBN 0-521-66770-4
- Typology and Universals, 2nd ed. (Cambridge Textbooks in Linguistics). Cambridge University Press, 2001. ISBN 0-521-00499-3
  - 1st ed. (1990) ISBN 0-521-36583-X
- Radical Construction Grammar: Syntactic theory in typological perspective. Cambridge University Press, 2001. ISBN 0-19-829954-0
- Explaining language change: an evolutionary approach. Harlow, Essex: Longman, 2000. ISBN 0-582-35678-4